# Takahata Iszao
Takahata Iszao (高 畑 勲; Hepburn: Isao Takahata; Udzsijamada, 1935. október 29. – 2018. április 5.) japán filmrendező, animátor, forgatókönyvíró és producer volt, aki több animefilm rendezéséért számos kritikustól nemzetközi elismerést nyert. Takahata a Studio Ghibli társ-alapítója (Szuzuki Tosio és Mijazaki Hajao mellett), melyet 1985 júniusában hoztak létre.
Takahata és Mijazaki több közös alkotást is készített, együttműködésük és barátságuk még karrierjük elején összefonódott, amikor az első közös filmen, az 1984-es Nauszika – A szél harcosain dolgoztak. (Az említett filmet Mijazaki írta és rendezte, míg Takahata executive producerként volt jelen.) Takahata Iszao nevéhez fűződnek többek között olyan jelentős animációs filmek, mint például a háborús témájú Szentjánosbogarak sírja, a Yesterday – Vissza a gyerekkorba romantikus-dráma, az ökológiai témát feldolgozó Pom Poko – A tanukik birodalma vagy a komédia kategóriából A Yamada család. Ezen filmek közül Roger Ebert filmkritikus a Szentjánosbogarak sírja című művet a valaha készült legnagyszerűbb háborús témájú filmnek tartotta. Sok rendezővel ellentétben Takahata teljes értékű rendezővé válása előtt sosem rajzolt vagy dolgozott animátorként.
Mijazaki Hajao a következőképpen nyilatkozott barátjáról: „A kedvenc elfoglaltságai a zene és a tanulás”. Takahata ugyanabban a városban született, ahol a társrendező Icsikava Kon is. A rendező a Tokiói Egyetemen szerzett diplomát 1959-ben francia irodalom szakon.
Takahata legutolsó filmje az Oscar-díjra jelölt Kaguya hercegnő története.

## Karrier
Takahata azután kezdett el érdeklődni komolyabban az animáció iránt, miután látta a Hans Christian Andersen tündérmeséje alapján készült A király és a madár (Le Roi et l'oiseau) című francia rajzfilmet. Teljesen lenyűgözte a film, majd elkezdte foglalkoztatni a gondolat, hogy ehhez hasonló dolgokat rajzfilmen valósítson meg. Mialatt az egyetemen állást keresett, egyik barátja a Toei Animationhöz csábította, mely éppen egy rendezőasszisztenst készült felvenni a soraiba. Miután érdeklődése a témában adott volt, szinte kedvtelésből kitöltötte a cég felvételi tesztjét, melynek eredménye folytán csatlakozott a stúdióhoz. A valódi ok, amiért a Toeihez szerződött, Takahata rendkívüli kíváncsisága volt. Ebben az évben több mint tíz ember csatlakozott a stúdióhoz, így a sok vetélytárs miatt igazán nehéz dolga volt a rendezői pozíció elérésében. Miután Ócuka Jaszuo javasolta őt a rendezői posztra, megrendezhette első saját filmjét. (Ócuka Jaszuo nemcsak Takahata, hanem Mijazaki mentora is volt az évek során.) Rendezői debütje a Taijó no ódzsi: Horus no daibóken című animáció volt, amelyet sok tekintetben veszteséges filmként könyveltek el. Miután része volt a stábnak, melyet a bukás után értelemszerűen felelősségre vontak, Takahatát lefokozták. Későbbi munkáját nehezítette, hogy a korábban vele közös stábban levő emberek már egy következő Toei filmen dolgoztak. 1971-ben, hogy egy Harisnyás Pippi-adaptáció elkészülhessen, Takahata otthagyta a Toei-t - Mijazakival és Kotabe Joicsivel együtt -, és átszerződtek az "A Production"-höz (jelenleg: Shin-Ei Animation), melyet néhai felettesük Kuszube Daikicsiro (楠部大吉郎 くすべ だいきち) alapított.
Ezt követően Svédországba utaztak, hogy a rajzoláshoz való jogokat megszerezzék, és helyeket keressenek fel a filmhez. Mijazakit Visby erődítményes városa is inspirálta, később Stockholmot is megtekintették, ezeket választotta később a Kiki színhelyéül. 1971-ben Takahatát és Mijazakit felkérték, hogy rendezzék a Lupin III animesorozatot (a hetedik résztől kezdődően), mivel Oszumi Maszaaki rendezése alatt a sorozat gyenge kritikákat kapott, valamint túlzottan sok volt benne az erőszakos és a szexuálisan túlfűtött jelenet. Miután az animációs rendező Jaszuo (egy régi ismerősük) volt, elfogadták a felkérést azzal a feltétellel, hogy a nevük nem kerül publikálásra. A rendezőket mint a Production rendezői csapatot tüntették fel. Takahata - ellentétben Mijazakival - nem vett részt a sorozat második évadjában, noha rendezői munkáját jól fogadták.
1971-ben a Ziyo Enterprise felkérte Takahatát, Kotabét és Mijazakit, hogy rendezzenek egy animációs sorozatot a Heidi című regény alapján. (Ezt az ajánlatot mindhárman el is fogadták.) A mű végleges címe a Heidi, a hegyek lánya címet viselte. Az animátorok nagy odafigyeléssel rajzolták meg az európai élővilágot, az évszakok változását és a svájci emberek mindennapjait. A történet oldaláról szemlélve, Takahata könnyen befogadhatóvá tette (a japánok számára) a cselekményt azáltal, hogy a keresztény elemeket mellőzte. A történetet a Haha vo tazunete szanzen-ri című filmmel folytatta, ám mivel az eredeti mű kevesebb mint 100 oldal, így Takahata kiegészítéseket tett az epizódokat és a karaktereket illetően. A főszereplőt, Marcót független gyerekként ábrázolta, aki nem törődik azzal, hogy a felnőttek kedvére tegyen, vagy a felnőttek akarata szerint cselekedjen. Ezáltal az anime világa és karakterei közelebb kerültek a valósabb ábrázoláshoz. Kotobe és Mijazaki nem élvezte az anime rajzolását, így viszonylag hamar kiléptek ebből a projektből. Takahata az eredeti történet alapján megrendezte az Akage no Anne-t, de további mélységeket adott hozzá azáltal, hogy ábrázolta Marilla és Anne fiatalkori kapcsolatát. 1982-ben a Kis Némó Álomországban japán-amerikai animációs film társrendezőjének kérték fel.
Mijazaki meghívására - a Nauszika hatalmas sikere után - Takahata csatlakozott a Studio Ghiblihez. Első filmje a Szentjánosbogarak sírja háborús dráma volt, amit a Yesterday – Vissza a gyerekkorba romantikus-dráma, az ökológiai témát feldolgozó Pom Poko – A tanukik birodalma, majd A Yamada család című vígjáték követett. A Kiki – A boszorkányfutár zenei irányát, melyet később Mijazaki az összes Ghibli-műben felhasznált, Takahata ötletei alapján valósították meg.
Az animátor 2007-ben a Kobe Animációs Díj különdíjasa lett.
Takahata legutolsó filmje az Oscar-díjra jelölt Kaguya hercegnő története.

## Stílusok és hatások
Takahata munkásságát nagyban befolyásolta az olasz neorealizmus (Jacques Prévert alkotásai), illetve a francia újhullám filmjei. Az alkotó filmes témái eltérnek a legtöbb animációs rendezőjétől, melyek központjában a fantázia áll. Filmjeire leginkább a reális és az expresszionista jegyek jellemzőek. Valósághű környezetet és részletes mindennapokat megjelenítő filmjei a neorealista vonalat erősítik. Takahata animációiban gyakorta ellentétesen ábrázol, összemosva a reális történetet az animációval, tudatos hatást elérve a realizmus és az irreális világ átmenetének összefonódásával.

## Munkássága

### Filmjei
- 1961: Árva testvérek – rendezőasszisztens
- 1962: Tanosii bunmeisi tecu monogatari – rendezőasszisztens
- 1963: Vanpaku ódzsi no orocsi taidzsi – rendezőasszisztens
- 1963: Ankokugai szaidai no kettó (élőszereplős film) – rendezőasszisztens
- 1964–65: Ken, a farkasfiú (televíziós sorozat)
- 1968: Taijó no ódzsi: Horus no daibóken – rendező
- 1972: Panda! Go, Panda! – rendező
- 1973: Panda! Go, Panda! Amefuri-Circus no maki – rendező
- 1980: Haha vo tazunete szanzen-ri – animációs felügyelő
- 1981: Jarinko Chie – rendező, forgatókönyvíró (Sirojama Noboruval)
- 1982: Szero-hiki no Gauche – rendező, forgatókönyvíró
- 1983: Kis Némó Álomországban – koprodukciós mű, japán rendező
- 1984: Nauszika – A szél harcosai – producer
- 1986: Laputa – Az égi palota – producer
- 1987: Janagava horivari monogatari – rendező, forgatókönyvíró
- 1988: Szentjánosbogarak sírja – rendező, forgatókönyvíró
- 1989: Kiki – A boszorkányfutár – zenei rendező
- 1990: Akage no An – Green Gables eno micsi – rendező, vágó
- 1991: Yesterday – Vissza a gyerekkorba – rendező, forgatókönyvíró, dalszövegfordító
- 1994: Pom Poko – A tanukik birodalma – rendező, forgatókönyvíró
- 1999: A Yamada család – rendező, forgatókönyvíró
- 2003: Fuju no hi – 35 animációs rajzfilmkészítővel együtt dolgozott a művön
- 2013: Kaguya hercegnő története – rendező, forgatókönyvíró
- 2016: A vörös teknős – művészeti producer